# Bill Edwards
William Allen "Bill" Edwards (Middletown, Ohio, 28 de septiembre de 1971) es un exjugador de baloncesto estadounidense. Con dos metros de estatura, su puesto natural en la cancha era el de alero. Es el padre del también jugador Vincent Edwards.

## Trayectoria
- Universidad de Wright State (1989-1993)
- Sioux Falls Skyforce (1993-1994)
- Philadelphia 76ers (1994)
- Sioux Falls Skyforce (1994)
- Scaligera Basket Verona (1994-1995)
- Pallacanestro Varese (1995-1996)
- AEK Atenas (1996-1997)
- Virtus Roma (1997-1998)
- Virtus Bologna (1999)
- PAOK Salónica (1999-2000)
- ASVEL Villeurbanne (2000-2001)
- PAOK Salónica (2001-2002)
- Club Bàsquet Girona (2002)
- Hapoel Jerusalem BC (2003-2004)
- Colonia 99ers (2004-2005)
- EWE Baskets Oldemburgo (2005-2006)

## Palmarés
- Mundial de Grecia 1998. Estados Unidos. Medalla de Bronce.
- 1998-99 Copa de Italia. Virtus Bologna. Campeón.
- 2000-01 Copa de Francia. ASVEL Villeurbanne. Campeón.
- 2005 Copa de Alemania. Colonia 99ers. Campeón.